# Stellidia micraster
Stellidia micraster är en fjärilsart som beskrevs av Paul Dognin 1914. Stellidia micraster ingår i släktet Stellidia och familjen nattflyn. Inga underarter finns listade i Catalogue of Life.